# 叙尔维尔 (卡尔瓦多斯省)
叙尔维尔（法語：Surville，法語發音：[syʁvil] ⓘ）是法国卡尔瓦多斯省的一个市镇，属于利雪区。

## 地理
叙尔维尔（49°18'1"N, 0°12'44"E）面积4.8 平方千米，位于法国诺曼底大区卡爾瓦多斯省，该省份为法国西北部沿海省份，北濒大西洋英吉利海峡，东北与滨海塞纳省以海上边界相接，东临厄尔省，南至奧恩省，西与芒什省接壤。
与叙尔维尔接壤的市镇（或旧市镇、城区）包括：蓬萊韋克、圣安德烈代贝尔托、圣加蒂安德布瓦、卡洛讷河畔圣朱利安、维约堡。

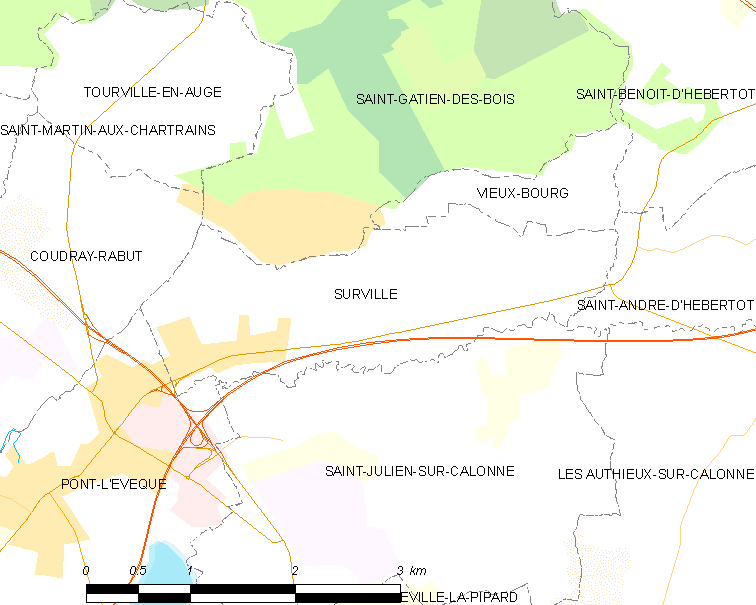
的OSM定位图

叙尔维尔的时区为UTC+01:00、UTC+02:00（夏令时）。

## 行政
叙尔维尔的邮政编码为14130，INSEE市镇编码为14682。

## 政治
叙尔维尔所属的省级选区为蓬莱韦克县。

## 人口

1962-2008年间人口变化图示

叙尔维尔于2022年1月1日时的人口数量为474人。